# Restons zen
Pour les articles homonymes, voir Zemmour et Naulleau.
Restons Zen est une émission de télévision française, diffusée sur Paris Première de 2011 à 2022. Initialement intitulée Zemmour et Naulleau, elle change de nom en 2021 en raison du départ d’Éric Zemmour, chroniqueur de l’émission depuis ses débuts, aux côtés d’Éric Naulleau et disparaît à la fin de la saison 2022.

## Format de l’émission

Logo de l'émission en 2011.

L'émission est initialement diffusée sur Paris Première le mercredi à 22 h 45 et a une durée d'environ 1 h 30. À partir du 4 mai 2015, l'émission est désormais diffusée en prime time le mercredi soir à 20 h 45, elle a une durée d'environ 2 h et est rediffusée le lundi sur M6 à 0 h 25.
Le générique initial de l'émission rend hommage à celui de la série Amicalement vôtre composé par John Barry, avec les deux journalistes en héros de BD.
Depuis octobre 2015, le générique de l'émission reprend la version instrumentale de Suprême NTM That's My People.
À partir d'octobre 2014, l'émission est animée et arbitrée par Valérie Brochard, journaliste de La Chaîne parlementaire, tandis que Zemmour et Naulleau redeviennent polémistes.
Après un court match qui voit s'affronter les deux journalistes sur des sujets d'actualité choisis, l'émission se décompose le plus souvent en trois parties avec un ou deux invités par partie.
Le 14 octobre 2015, Tanguy Pastureau fait son entrée dans l'émission avec une chronique humoristique après l'invité du Grand Témoin.
Depuis le 12 octobre 2016, l'émission est animée et arbitrée par Anaïs Bouton. Alba Ventura, éditorialiste sur RTL, fait son entrée dans l'émission avec sa chronique « Jusqu'ici c'était off ».
À partir du 11 octobre 2017, Sandrine Sarroche succède à Tanguy Pastureau pour la chronique humour de l'émission.
Le 23 octobre 2019, le journaliste de RTL Cyprien Cini rejoint l'émission comme chroniqueur.
À la suite de la décision du Conseil supérieur de l'audiovisuel (CSA) de comptabiliser le temps de parole d'Éric Zemmour, Paris Première suspend sa collaboration avec le polémiste. L'émission devient Restons Zen le 29 septembre 2021 et le format de l'émission évolue, Éric Naulleau débattant au côté d’un polémiste différent chaque semaine.

## Audience
Lors de sa première diffusion sur M6, le 15 janvier 2012, l'émission a réuni environ 600 000 téléspectateurs doublant ainsi les scores de la case[réf. nécessaire].
Pour la première de la cinquième saison, le 14 octobre 2015, l'émission a doublé l'audience de la case du mercredi en première partie de soirée en réunissant 140 000 téléspectateurs.
Le 5 juin 2017, l'émission réalise sa meilleure audience historique avec 154 000 téléspectateurs et 0,7% de part de marché.
En octobre 2019, le groupe Sleeping Giants, qui se présente comme « collectif de citoyen de lutte contre le financement du discours de haine », fait pression sur les annonceurs de l'émission pour qu'ils retirent leurs publicités de ce programme, les annonceurs/financeurs étant considérés par l’association comme cautionnant les programmes. Le groupe italien Ferrero retire l'émission de la liste de diffusion de ses publicités,.
À la suite du départ d'Éric Zemmour en septembre 2021, l'émission voit ses audiences baisser.